# Pogradec (distrito)
Pogradec (albanês: Rrethi i Pogradecit) é um dos 36 distritos da Albânia localizado no leste do país, na prefeitura de Korçë. Sua capital é a cidade de Pogradec.